# Zdeněk Pospěch
Zdeněk Pospěch [ˈpɔspjɛx] (* 14. Dezember 1978 in Opava, Tschechoslowakei) ist ein ehemaliger tschechischer Fußballspieler.

## Karriere

### Vereine
Pospěch begann mit dem Fußballspielen bei Sokol Kylešovice. Mit zwölf Jahren wechselte er zu Ostroj Opava (später FC Kaučuk Opava, heute SFC Opava). Mit 18 Jahren verließ er den Klub, um bei Dukla Hranice seinen Wehrdienst abzuleisten und kehrte anschließend zurück. Am 2. August 1998 debütierte der Abwehrspieler für den SFC Opava in der 1. Liga. Am Anfang der Hinrunde kam er auf zwei Einsätze und wurde dann für ein Jahr an den Zweitligisten Fotbal Třinec ausgeliehen. Nach seiner Rückkehr nach Opava bestritt Pospěch in der Saison 1999/2000 sieben Erstligaspiele, seine Mannschaft stieg ab. In der Winterpause 1999/2000 wurde er für ein halbes Jahr an den FC Ostrava-Jih ausgeliehen. In der darauf folgenden Zweitligasaison gelangen dem Verteidiger drei Tore in 24 Einsätzen, verbunden mit dem Wiederaufstieg des SFC Opava in die 1. Liga. Pospěch blieb jedoch nicht in seiner Geburtsstadt, sondern schloss sich Baník Ostrava an. In Ostrava war Pospěch sofort Stammspieler, in der Meistersaison 2003/04 erzielte er neun Treffer.
In der Winterpause 2004/05 zeigte Sparta Prag Interesse an dem Spieler; zustande kam der Transfer erst ein halbes Jahr später im Sommer 2005. Auch in Prag gehörte Pospěch zu den Leistungsträgern, 2005/06 verpasste er lediglich ein Saisonspiel, 2006/07 nur drei Begegnungen. Unter Trainer Stanislav Griga spielte Pospěch als Außenstürmer, Grigas Nachfolger Bílek setzte ihn wieder in der Abwehr ein.
Am 23. Januar 2008 wechselte Pospěch zum dänischen Erstligisten FC Kopenhagen, für den er am 16. März 2008 sein Debüt gab: beim 4:1-Sieg am 19. Spieltag gegen Lyngby BK stand er in der Anfangsformation und erzielte einen Treffer. Bis zum Ende der Spielzeit 2008/09 kam er in 15 Spielen zum Einsatz und schoss dabei zwei Tore. In der Spielzeit 2008/09 kam Pospěch im Punktspielbetrieb zu 29 Einsätzen und erzielte hierbei zwei Tore. Im UEFA-Cup kam er zu sieben Einsätzen und erzielte ein Tor. Mit dem FC Kopenhagen wurde er zum Ende der Spielzeit dänischer Meister und Pokalsieger. 2009/10 spielte Pospěch in 31 Spielen und erzielte sechs Treffer. In der Qualifikation zur Champions League schied sein Team in den Play-offs gegen APOEL Nikosia aus und spielte in der Europa League weiter. In diesem Wettbewerb kam Pospěch in allen Gruppenspielen und im Sechzehntelfinal-Hinspiel gegen Olympique Marseille zum Einsatz. Zum Ende der Saison verteidigte er mit seiner Mannschaft den Meistertitel in der dänischen Liga. 2010/11 war Pospěch in allen 33 Punktspielen zum Einsatz gekommen. Hierbei war er dreimal als Torschütze erfolgreich. Anders als in der vergangenen Spielzeit qualifizierte sich der FC Kopenhagen für die Champions League und schied erst im Achtelfinale gegen den FC Chelsea aus. Im Turnierverlauf kam Pospěch zu sieben Einsätzen.
Pospěch wechselte im Juli 2011 zum deutschen Bundesligisten 1. FSV Mainz 05, bei dem er einen Zweijahresvertrag unterschrieb. Sein Pflichtspieldebüt für die Mainzer gab er am 28. Juli 2011 im Hinspiel der dritten Qualifikationsrunde zur UEFA Europa League gegen Gaz Metan Mediaș. Sein Bundesligadebüt absolvierte er am 7. August 2011 (1. Spieltag) beim 2:0-Sieg im Heimspiel gegen Bayer 04 Leverkusen. Am 16. Februar 2013 erzielte Pospěch im Bundesligaspiel gegen den FC Schalke 04 sein erstes Pflichtspieltor für Mainz 05 mit dem Treffer zum 2:1. Das Spiel endete 2:2. Zehn Tage später sah er im DFB-Pokal-Viertelfinalspiel gegen den SC Freiburg in der 65. Minute beim Stand von 2:0 für Mainz die gelb-rote Karte. Am Ende unterlag Mainz 05 mit 2:3 nach Verlängerung. In der Bundesliga-Saison 2013/14 war Pospěch Stammspieler und trug dazu bei, dass die Mannschaft zum Saisonende den siebten Platz erreichte und sich für die Teilnahme an der dritten Qualifikationsrunde zur UEFA Europa League 2014/15 qualifizierte. Pospěch hatte bereits vor Saisonende bekanntgegeben, dass er seinen auslaufenden Vertrag nicht verlängern werde, da er zurück zu seiner Familie nach Tschechien wolle. 
Zur Saison 2014/15 unterschrieb Pospěch einen Vertrag beim tschechischen Zweitligisten SFC Opava und kehrte damit zu seinem Jugendverein zurück. Im Mai 2017 verlor er mit der Mannschaft das Finale des tschechischen Pokalwettbewerbs mit 0:1 gegen den FC Fastav Zlín; er wurde in der 72. Minute eingewechselt. Pospěch beendete im Juni 2017 zunächst seine Karriere, lief aber in der Rückrunde der Saison 2017/18 noch einige Male für den SFC auf. Am Saisonende stieg die Mannschaft in die erste Liga auf. Danach beendete Pospěch seine aktive Karriere endgültig.

### Nationalmannschaft
Sein Debüt in der tschechischen Nationalmannschaft gab Pospěch am 17. August 2005 bei der 1:2-Auswärtsniederlage gegen Schweden, als er 45 Minuten spielte. Erst im Oktober 2007 kam er zu seinem dritten Länderspiel, als er beim 3:0-Sieg in der Qualifikation zur EM 2008 in der Allianz Arena zu München gegen Deutschland in der Anfangself stand und auch durchspielte. Mit dem Sieg qualifizierte sich die tschechische Mannschaft für die EM und überholte das bereits vor dem Spiel für das Turnier qualifizierte Deutschland und gab den ersten Platz bis zum Ende der Qualifikation nicht mehr her.
Pospěch wurde zusammen mit seinem Kopenhagener Vereinskollegen Libor Sionko 2008 vom damaligen Nationaltrainer Karel Brückner in den Kader für die EM-Endrunde nominiert, kam jedoch zu keinem Einsatz. In der Qualifikation zur WM 2010 kam er in sieben Spielen zum Einsatz und erzielte ein Tor. Als Gruppendritter hinter der Slowakei und Slowenien wurde die Qualifikation verpasst. 
In der Qualifikation zur EM 2012 kam er bis März 2011 in allen fünf Spielen zum Einsatz. Am 10. August 2011 zeigte die tschechische Mannschaft bei der 0:3-Niederlage gegen Norwegen eines der schlechtesten Leistungen der vergangenen Jahre; in der Folge verlor Pospěch seinen Stammplatz an Theodor Gebre Selassie. In den verbleibenden sechs Spielen im Kalenderjahr 2011 kam er lediglich viermal zum Einsatz. In der Qualifikation belegte Tschechien den zweiten Platz hinter Titelverteidiger und dem zu diesem Zeitpunkt amtierenden Weltmeister Spanien und musste in die Play-offs. Das siegreiche Play-off-Rückspiel am 15. November 2011 gegen Montenegro war das letzte Spiel von Pospěch in der Nationalmannschaft. Im Mai 2012 wurde er vom seit 2010 amtierenden Nationaltrainer Michal Bílek nicht in den vorläufigen Kader zur EM-Endrunde nominiert. Am 22. Juni 2012 trat Pospěch aus der Nationalmannschaft zurück.